# Glicin oksidaza
Glicin oksidaza (EC 1.4.3.19, glicinska oksidaza) je enzim sa sistematskim imenom glicin:kiseonik oksidoreduktaza (deaminacija). Ovaj enzim katalizuje sledeću hemijsku reakciju:
glicin + 2O + O2 {\displaystyle \rightleftharpoons } glioksilat + 3 +2O2 (sveukupna reakcija)
(1a) glicin + O2 {\displaystyle \rightleftharpoons } 2-iminoacetat +2O2
(1b) 2-iminoacetat +2O {\displaystyle \rightleftharpoons } glioksilat + 3
Ovaj enzim je  flavoenzim koji sadrži nekovalentno vezani FAD. Enzim iz Bacillus subtilis je aktivan sa glicinom, sarkozinom, N-etilglicin, D-alanin, D-alfa-aminobutirat, D-prolin, D-pipekolat i Nmetil-D-alanin.

## Literatura
- Nicholas C. Price; Lewis Stevens (1999). Fundamentals of Enzymology: The Cell and Molecular Biology of Catalytic Proteins (Third изд.). USA: Oxford University Press. ISBN 019850229X.
- Eric J. Toone (2006). Advances in Enzymology and Related Areas of Molecular Biology, Protein Evolution (Volume 75 изд.). Wiley-Interscience. ISBN 0471205036.
- Branden C; Tooze J. Introduction to Protein Structure. New York, NY: Garland Publishing. ISBN 0-8153-2305-0.
- Irwin H. Segel. Enzyme Kinetics: Behavior and Analysis of Rapid Equilibrium and Steady-State Enzyme Systems (Book 44 изд.). Wiley Classics Library. ISBN 0471303097.
- William P. Jencks (1987). Catalysis in Chemistry and Enzymology. Dover Publications. ISBN 0486654605.

## Spoljašnje veze
- Glycine+oxidase на 